# Léchaion
Léchaion (en grec ancien : Λέχαιον) est l'un des ports les plus anciens de la Grèce antique. Situé sur le golfe de Corinthe dans le Péloponnèse, il dépendait de la cité antique de Corinthe.

## Origine du nom
Selon Pausanias (IIe siècle apr. J.-C.), le nom de Léchaion vient de Léchès, « enfant, dit-on de Poséidon et de Pirène, elle-même fille d'Achéloos », raison pour laquelle « au port de Léchaion, on peut voir un sanctuaire de Poséidon et une statue du dieu »

## Histoire
Le port de Léchaion se trouve à environ 3 km au nord de la ville antique de Corinthe. Sa fondation remonte au moins à l'époque des tyrans Kypsélides, soit le milieu du VIIe siècle av. J.-C. Il s'agissait d'un port artificiel que l'on avait aménagé en deux avant-ports et un ample bassin, le tout s'étendant sur 46 hectares et comportant 7 km de quais, avec des hangars à bateaux, ce qui en faisait un des plus grands ports de Grèce. Il connut une grande prospérité durant l'époque romaine, et il fut utilisé jusqu'à l'époque byzantine,.
Le port était protégé par une enceinte fortifiée, et relié au nord de l'agora de Corinthe par une large route pavée. Vers le milieu du Ve siècle av. J.-C., cette route est encadrée, à partir de la sortie de la ville, par deux Longs Murs — distants de 1 200 m, afin d'empêcher une intrusion depuis l'isthme,. Selon une description laissée par Plutarque (m. en 125 de notre ère) dans son Banquet des Sept Sages, évoque une voie très fréquentée, et dont l'espace délimité par les murs était sans doute parsemé de villas et de vignobles : « c'était la saison chaude, et sur la route envahie par les voitures et les piétons, régnait jusqu'à la mer un nuage de poussière et un encombrement bruyant. (...) [N]ous cheminâmes à l'écart de la grand route, à travers champs, tranquillement. » On peut noter que plus ou moins au même moment, Athènes élève également les Longs Murs entre la ville et le port du Pirée, construction qui va aussi relier Mégare à son port de Nisaia. Les murs entre Léchaion et Corinthe furent démantelés en -146.
Léchaion était l'un des deux ports de Corinthe, le second étant Cenchrées, qui se trouve à une dizaine de kilomètres au sud-est de Corinthe, sur le Golfe Saronique,, En -355, on entreprend des travaux pour agrandir le port.
Notons qu'en -390, lors de la bataille de Léchaion qui oppose Sparte à Athènes, une mora (environ 1250 soldats) spartiate est décimée par l’Athénien Iphicrate.

### Basilique
Les restes les plus importants et les plus visibles sont ceux d'une basilique chrétienne consacrée à Leonide, évêque d'Athènes, mort en martyr, noyé (avec sept femmes) dans la mer à proximité, vers le milieu du IIIe siècle. La basilique a sans doute été fondée au cours au cours de la seconde moitié du Ve siècle, sous l'empereur Marcien[réf. souhaitée], et elle est le plus important monument byzantin du Péloponnèse de cette époque, d'une longueur d'environ 180 m et d'une superficie de 11 000 m2. Elle été détruite par une série de tremblements de terre, vers 521 ou 551,.
Elle était construite sur le modèle des basiliques à trois nefs, avec un transept à cinq nefs, une coupole à la croisée du transept, un narthex et un double atrium. Elle comportait aussi un baptistère et plusieurs annexes.
Il se peut qu'elle ait cessé d'être utilisée dans le courant du VIIe siècle, après son effondrement provoqué par un tremblement de terre. Plus tard, on a construit de nouvelles églises dans l'aire de l'abside.

## Galerie

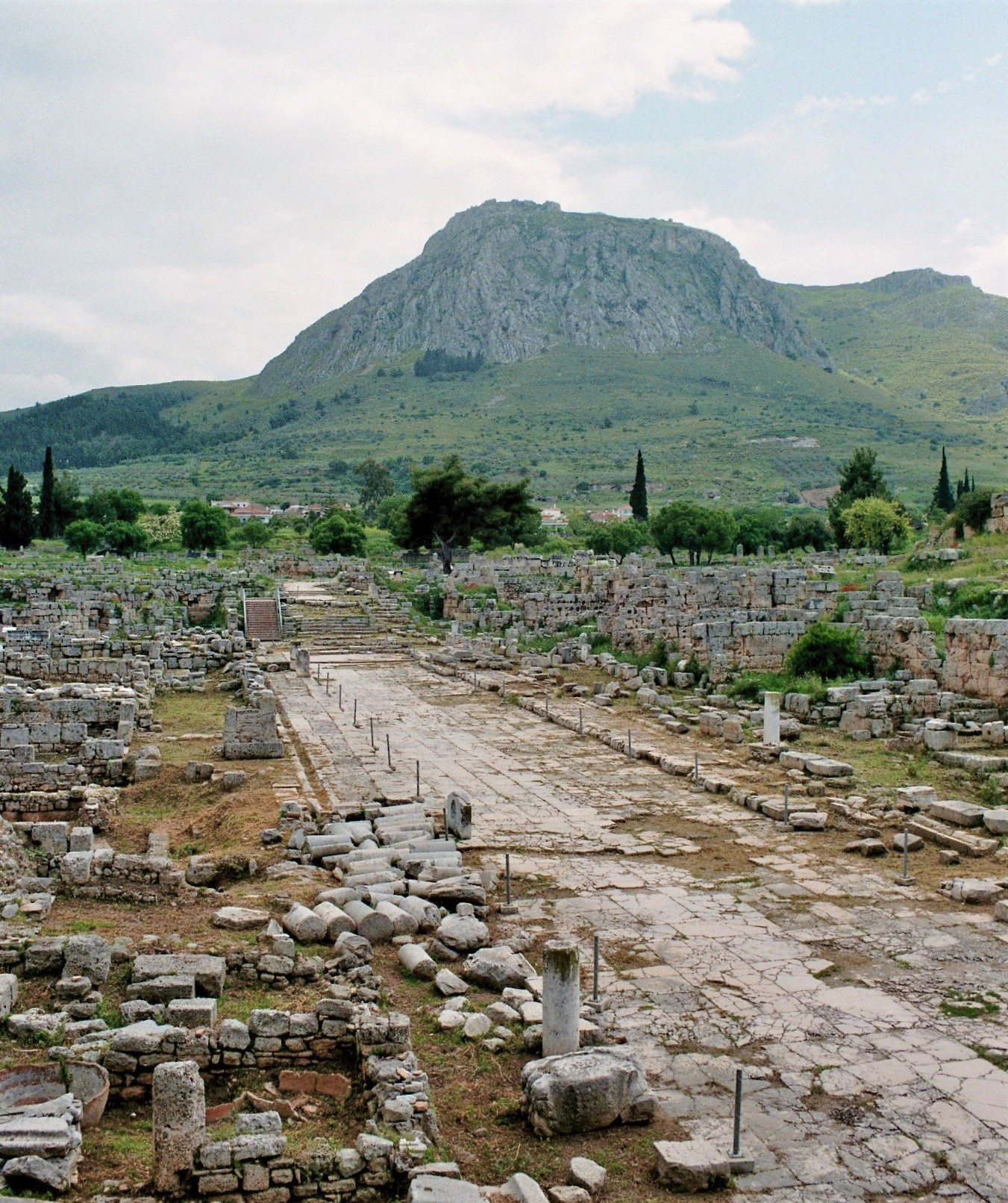
La voie, à la sortie de l'agora, qui conduisait à Léchaion.
L'agora de Corinthe (époque romaine). En 21, la route vers Léchaion.